# Gerhard Larsson (ämbetsman)
Jan Lars Gerhard Larsson, född 19 oktober 1945 i Jönköping, är en svensk tidigare företagsledare och landshövding.

## Biografi
Larsson är son till kontraktsprosten Josef Larsson och textilläraren Ingegerd Larsson. Han blev politices magister vid Lunds universitet 1969. Han var assistent och avdelningschef i Kronobergs läns landsting 1969–1973, förvaltningschef där 1974–1976, statssekreterare i regeringen för sjukvård/socialtjänst 1976–1979 samt grundare och sedan verkställande direktör och koncernchef i Samhall AB 1979–1999. Åren 2000–2008 var han landshövding i Västernorrlands län.
Larsson var styrelseordförande i Arbetsmiljöfonden 1993–1995, i S:t Görans sjukhus 1998–1999, i Sophiahemmet sjukhus och högskola 2000–2002, i Vattenfalls koncernstyrelse 2000–2002, i utredningsinstitutet Handu AB 1997–2010, i energibolaget Statkraft SCA Vind AB 2008–2011. Han var styrelseledamot i Andra allmänna pensionsfonden och Systembolaget under 1980-talet, i Föreningssparbankens koncernstyrelse 1992–1995, i Svenska Arbetsgivareföreningens huvudstyrelse 1994–2000, i arbetsgivarorganisationen Almega 1997–2000, i Center for advanced studies in leadership 1997–2009, i Premiepensionsmyndigheten 2004–2007, i Statens pensionsverk 2007–2011.
Larsson har lett omkring 25 statliga utredningar på uppdrag av skilda regeringar, som i flera fall lett fram till svenska välfärdsreformer, exempelvis den om utbyggd föräldraförsäkring 1978, narkotikakommissionen 1980, utredningen som ledde fram till omsorgslagen 1983, den som ledde fram till lagen om stöd och service till vissa funktionshindrade, LSS och diskrimineringslagen 1993, rehabiliteringsutredningen 2001, livsmedelssäkerhetsutredningen 2009, utredningen om missbruks- och beroendevårdens utformning 2011 och våren 2015 den som framlade förslag till reglering av kosttillskott i Sverige. Internationellt var han en av grundarna av The International Organization for Provision of Work for Handicapped People (IPWH) och dess ordförande 1989–1999 och dito för European Union Group of IPWH 1995–1999 samt tidigare ledamot i FN:s narkotikakommission.
Larsson har varit en flitig nationell skribent av debattartiklar inom välfärds- och arbetsmarknadsområdena och även författat ett par fackböcker.
Han är (2019) styrelseordförande i Sleepingfox AB (hotell och restauranger), i Commit AB (psykiatri), Secits Holding AB och en ekonomiforskningsstiftelse samt rådgivare/föreläsare inom välfärdsområdet.